# Letònia al Festival de la Cançó d'Eurovisió
Letònia va debutar al Festival de la Cançó d'Eurovisió l'any 2000. En els seus primers anys al concurs, va aconseguir bons resultats: un tercer lloc l'any del seu debut i una victòria en 2002 amb Marie N i «I Wanna». Curiosament, Letònia no hagués pogut participar aquell any de no haver estat per la retirada de Portugal.
En 2003, com a amfitrions, no van tenir molt d'èxit amb la cançó «Welcome to Mars» de F.L.Y., que va quedar en vint-i-quatrè lloc. En 2004, amb la implementació de les semifinals, no van aconseguir avançar a la final, però un any més tard, a Kíev, van passar per primera vegada de la semifinal en el lloc 10 amb 85 punts. En la final van aconseguir el cinquè lloc amb 153 punts amb la cançó «The War is Not Over».
Des de llavors, el país va començar a veure mals resultats en Eurovisió, ja que va quedar fora dels deu primers en les tres edicions següents (2006, 2007 i 2008). A partir del festival de 2009, la situació de Letònia es va agreujar a causa que va passar sis anys consecutius sense classificar-se per a la final, en tres dels quals (2009, 2010 i 2013), va quedar en l'últim lloc de la seva respectiva semifinal.
A causa dels seus mals resultats, el país va renovar en dues ocasions el seu sistema de preselecció per Eurovisió i van crear l'actual Supernova. Durant la primera edició del programa, va guanyar la cançó «Love Injected» d'Aminata, la qual va representar Letònia en festival de 2015 i va aconseguir classificar el país per primera vegada en sis anys, després de quedar segona en la seva semifinal amb 155 punts. Més tard, aconseguiria la sisena posició en la final, amb un total de 186 punts, de manera que va ser la cançó més puntuada del país en la seva història. Per a 2016, hi va participar Justs amb «Heartbeat», un tema escrit per la reeixida anterior representant de Letònia. Per segon any, el país va avançar a la final i va acabar en el lloc 15 amb 132 punts.
Des del seu debut, Letònia ha aconseguit guanyar una vegada, no ha quedat mai en el segon lloc, ha quedat tercer en una ocasió, dins del TOP-5 en tres i en el TOP-10 en quatre. En total, ha rebut 839 punts en finals i 623 en semifinals. Dins d'una final, mai no han quedat últims, però en semifinals ho han estat en quatre ocasions.

## Participacions
Llegenda
| Any  | Seu         | Artista            | Cançó                  | Final                | Punts                | Semifinal                 | Punts                     |
| ---- | ----------- | ------------------ | ---------------------- | -------------------- | -------------------- | ------------------------- | ------------------------- |
| 2000 | Estocolm    | Brainstorm         | «My star»              | 3                    | 136                  | No va haver-hi semifinals | No va haver-hi semifinals |
| 2001 | Copenhaguen | Arnis Mednis       | «Too much»             | 18                   | 16                   | No va haver-hi semifinals | No va haver-hi semifinals |
| 2002 | Tallinn     | Marie N            | «I wanna»              | 1                    | 176                  | No va haver-hi semifinals | No va haver-hi semifinals |
| 2003 | Riga        | F.L.Y.             | «Hello from Mars»      | 24                   | 5                    | No va haver-hi semifinals | No va haver-hi semifinals |
| 2004 | Istanbul    | Fomins & Kleins    | «Dziesma parell laimi» | No es va classificar | No es va classificar | 17                        | 23                        |
| 2005 | Kíev        | Walters & Kazha    | «The war is not over»  | 5                    | 153                  | 10                        | 85                        |
| 2006 | Atenes      | Cosmos             | «I hear your heart»    | 17                   | 30                   | Top 11 de l'any anterior  | Top 11 de l'any anterior  |
| 2007 | Hèlsinki    | Bonaparti.lv       | «Questa notte»         | 16                   | 54                   | 5                         | 168                       |
| 2008 | Belgrad     | Pirates of the Sea | «Wolves of the sea»    | 12                   | 83                   | 6                         | 86                        |
| 2009 | Moscou      | Intars Busulis     | «Probka»               | No es va classificar | No es va classificar | 19                        | 7                         |
| 2010 | Oslo        | Aisha              | «What for?»            | No es va classificar | No es va classificar | 17                        | 11                        |
| 2011 | Düsseldorf  | Musiqq             | «Angel in disguise»    | No es va classificar | No es va classificar | 17                        | 25                        |
| 2012 | Bakú        | Anmary             | «Beautiful song»       | No es va classificar | No es va classificar | 16                        | 17                        |
| 2013 | Malmö       | PeR                | «Here we go»           | No es va classificar | No es va classificar | 17                        | 13                        |
| 2014 | Copenhaguen | Aarzemnieki        | «Cake to bake»         | No es va classificar | No es va classificar | 13                        | 33                        |
| 2015 | Viena       | Aminata            | «Love Injected»        | 6                    | 186                  | 2                         | 155                       |
| 2016 | Estocolm    | Justs              | «Heartbeat»            | 15                   | 132                  | 8                         | 132                       |
| 2017 | Kíev        | Triana Park        | «Line»                 | No es va classificar | No es va classificar | 18                        | 21                        |
| 2018 | Lisboa      | Laura Rizzotto     | «Funny girl»           | No es va classificar | No es va classificar | 12                        | 106                       |
| 2019 | Tel-Aviv    | Carousel           | «That night»           | No es va classificar | No es va classificar | 15                        | 50                        |
| 2020 | Rotterdam   | Samanta Tīna       | «Still Breathing»      | Festival cancel·lat  | Festival cancel·lat  | Festival cancel·lat       | Festival cancel·lat       |
| 2021 | Rotterdam   | Samanta Tīna       | «The Moon Is Rising»   | No es va classificar | No es va classificar | 17                        | 14                        |
| 2022 | Torí        | Citi Zēni          | «Eat Your Salad»       | No es va classificar | No es va classificar | 14                        | 55                        |
| 2023 | Liverpool   | Sudden Lights      | «Aijā»                 | No es va classificar | No es va classificar | 11                        | 34                        |
| 2024 | Malmö       | Dons               | «Hollow»               | 16                   | 64                   | 7                         | 72                        |
| 2025 | Basilea     | Tautumeitas        | «Bur man laimi»        | 13                   | 158                  | 2                         | 130                       |
| 2026 | Àustria     |                    |                        |                      |                      |                           |                           |

## Festivals organitzats a Letònia
| Edició                                | Ciutat seu | Localització | Presentandors                   |
| ------------------------------------- | ---------- | ------------ | ------------------------------- |
| Festival de la Cançó d'Eurovisió 2003 | Riga       | Skonto Hall  | Marija Naumova i Renārs Kaupers |

## Galeria d'imatges

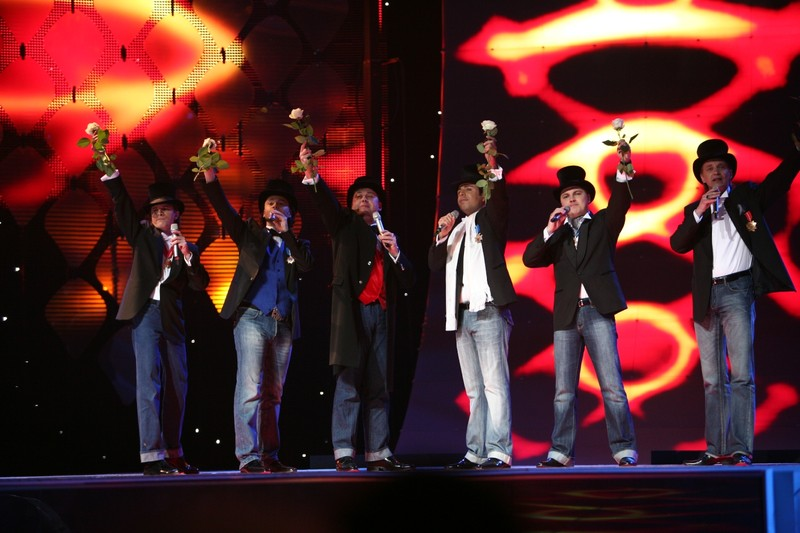
Bonaparti a Hèlsinki (2007)
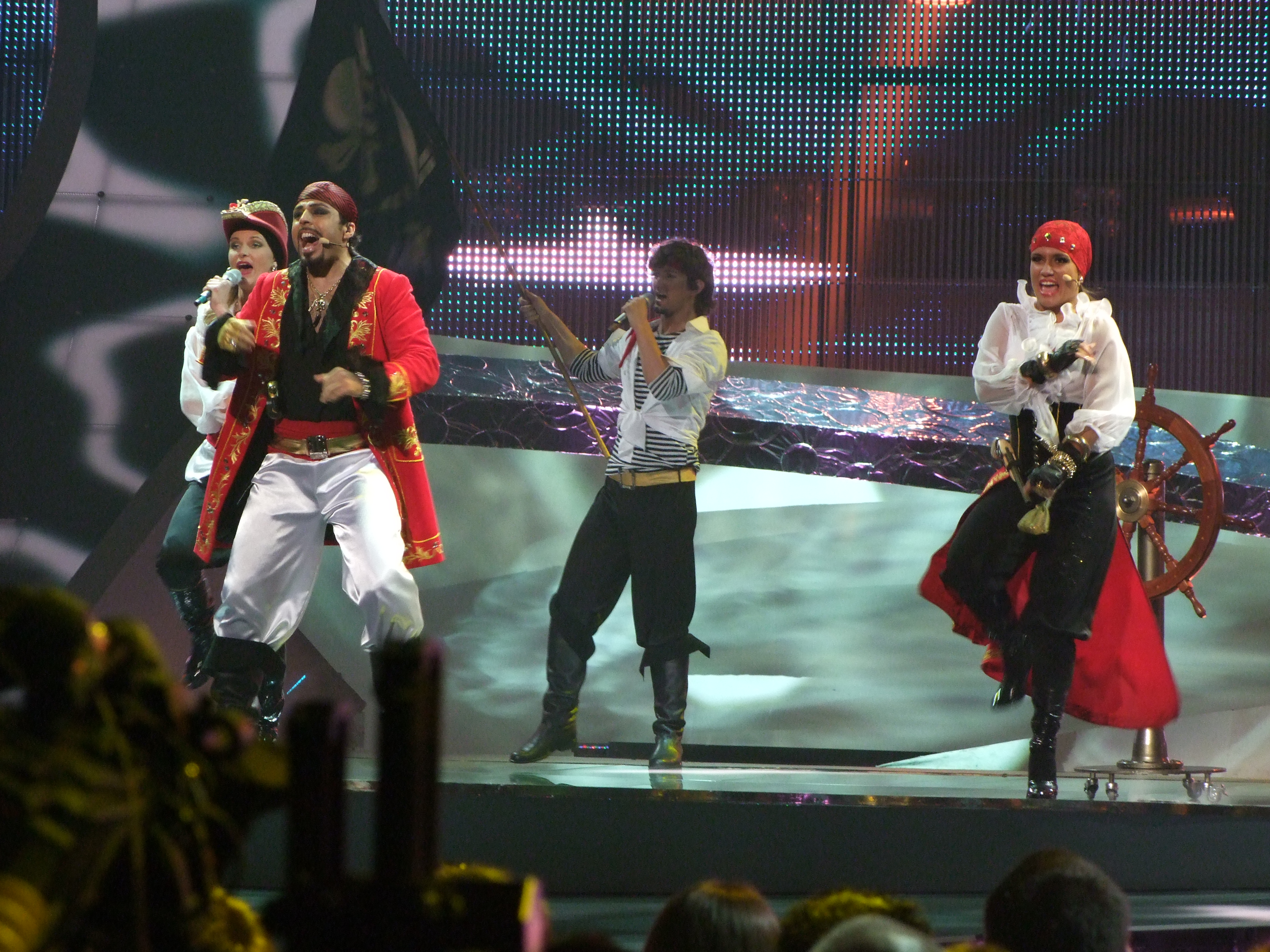
Pirates of the Sea a Belgrad (2008)
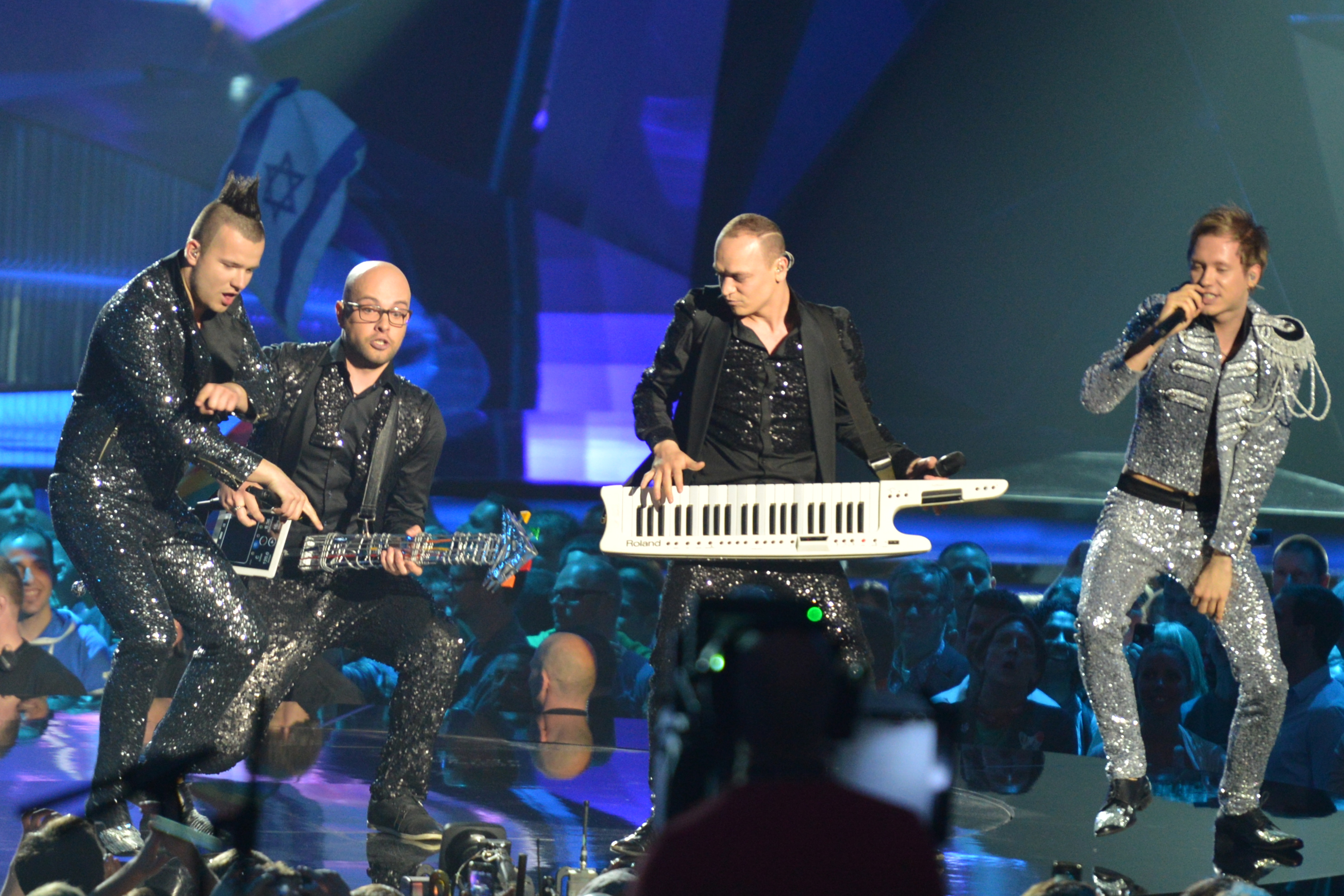
PeR a Malmö (2013)
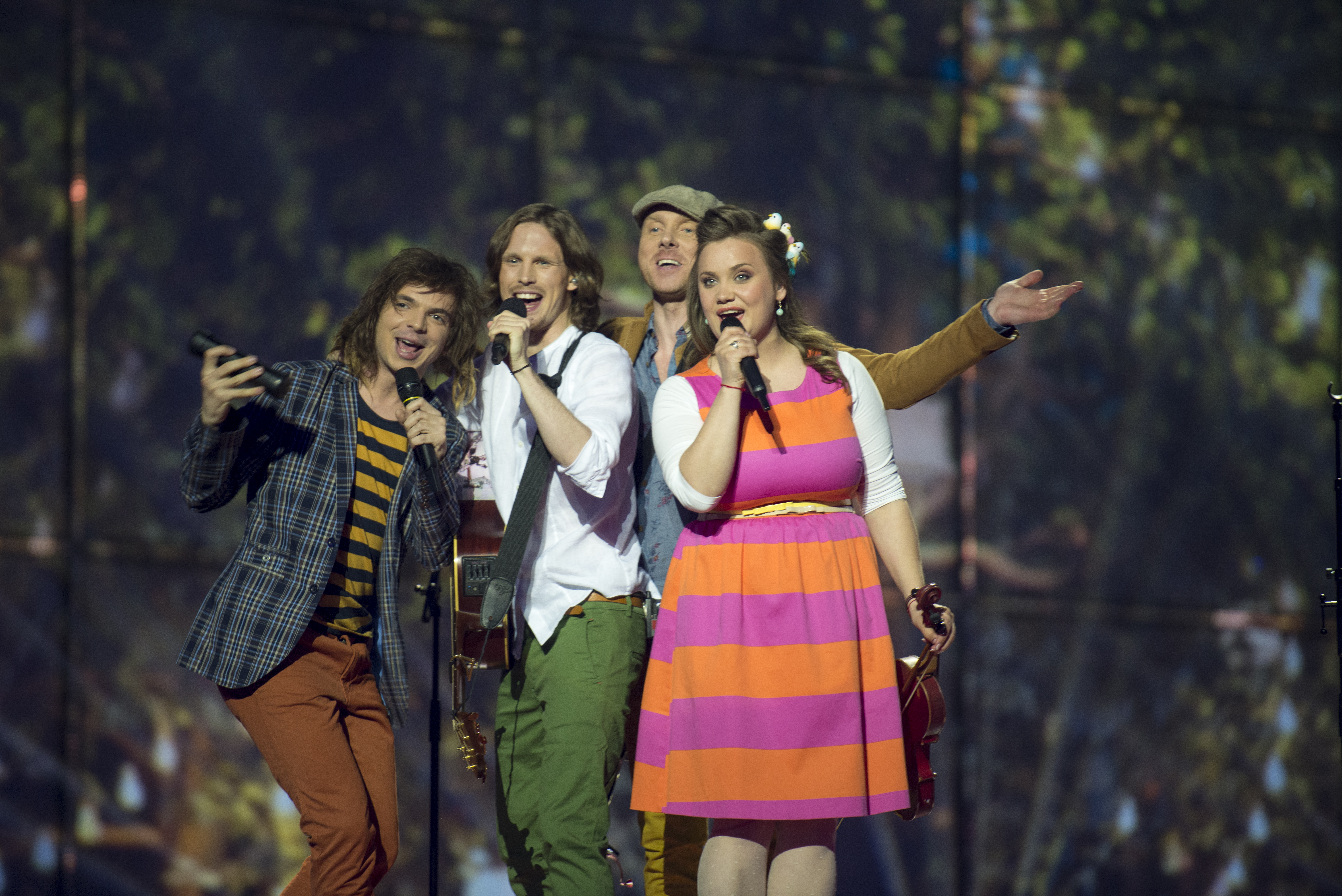
Aarzemnieki a Copenhaguen (2014)
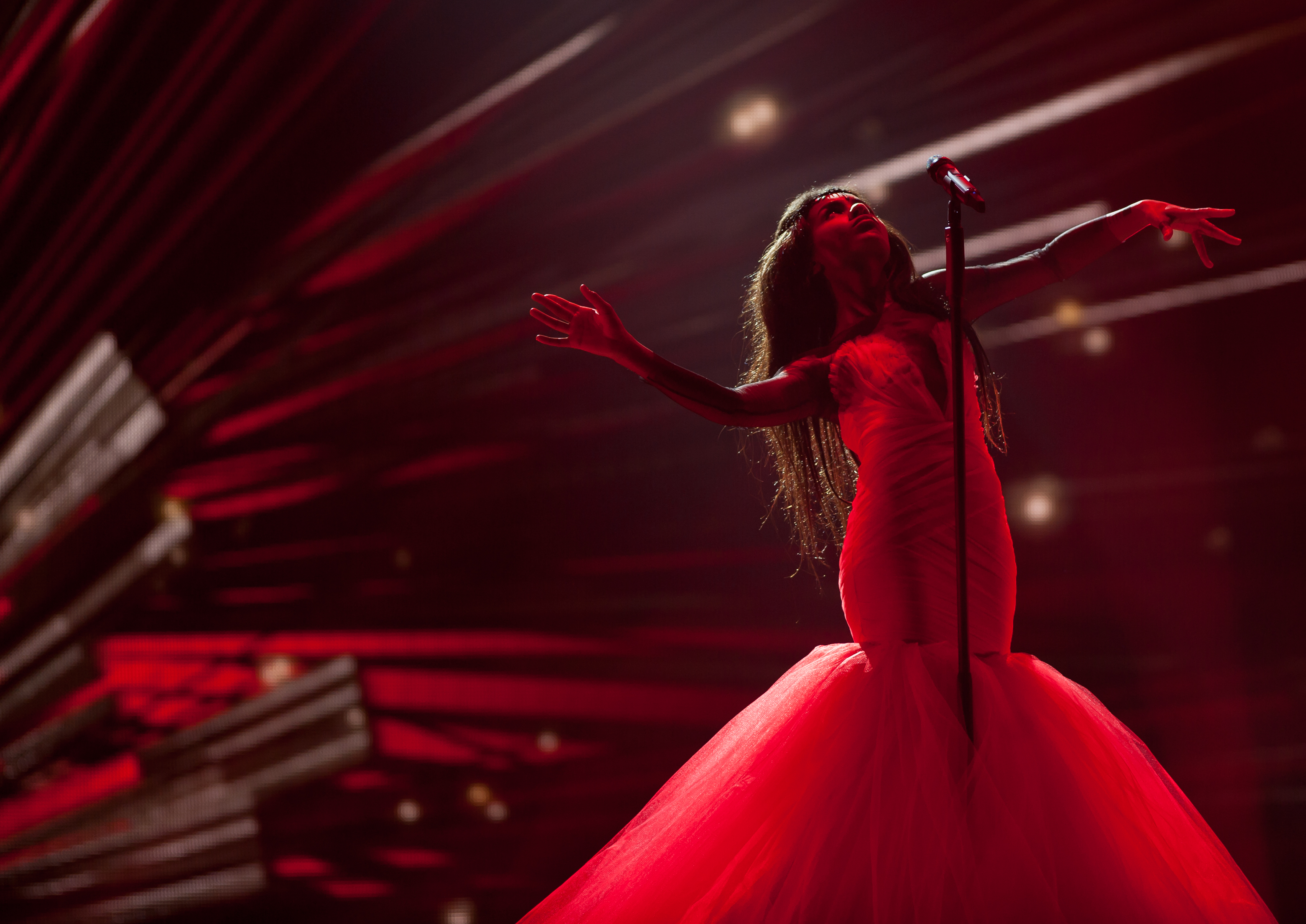
Aminata Viena (2015)
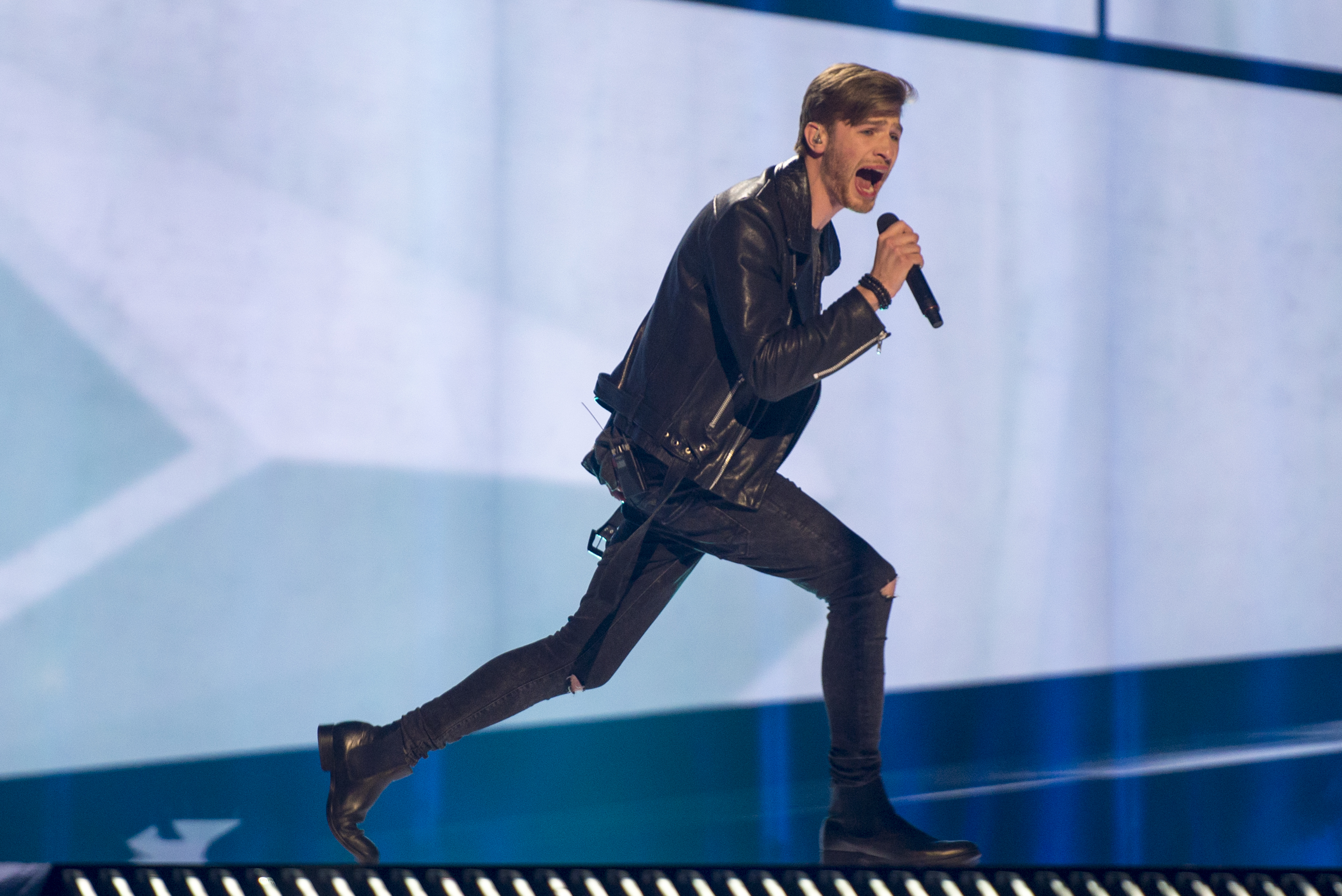
Justs a Estocolm (2016)
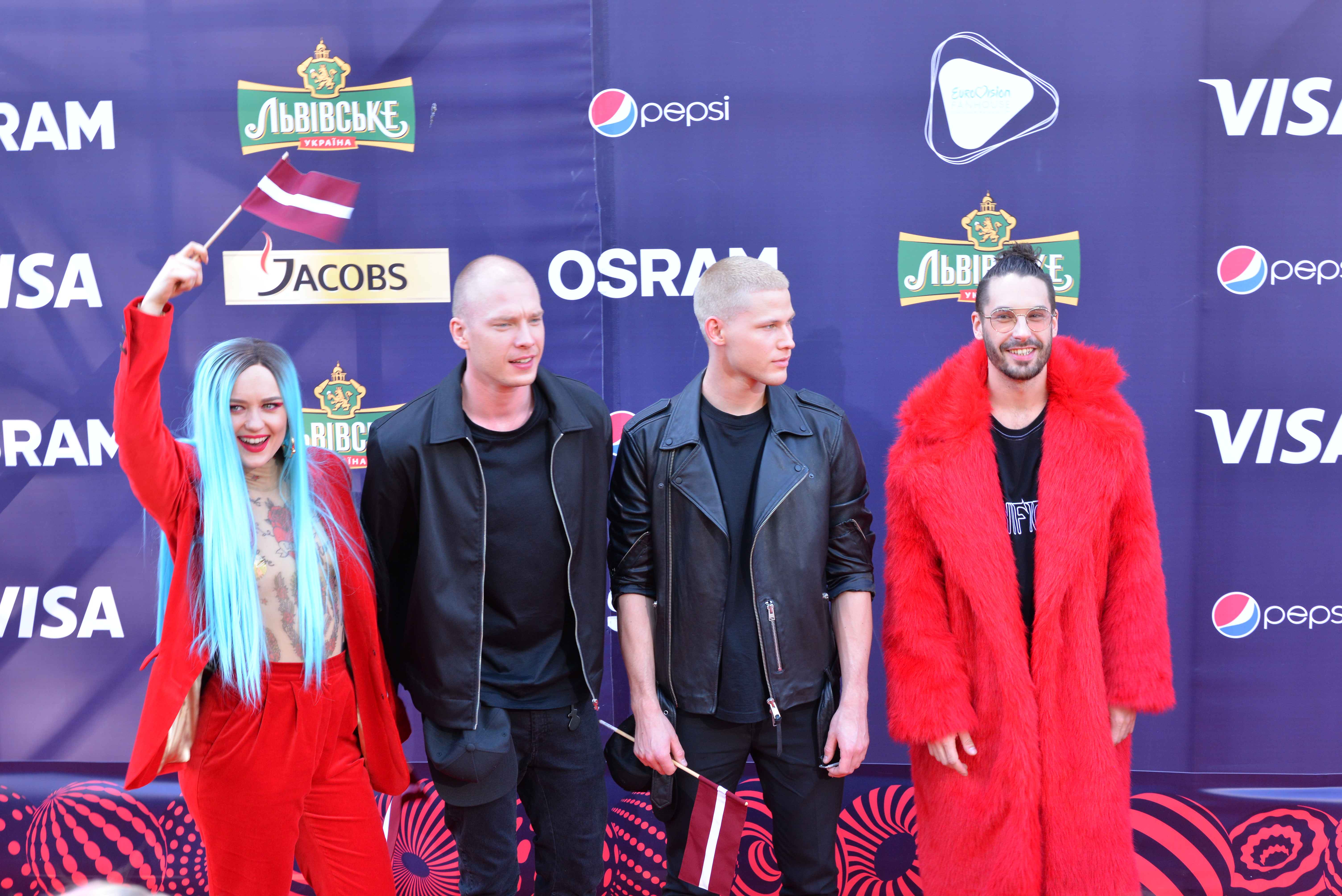
Triana Park a Kíev (2017)
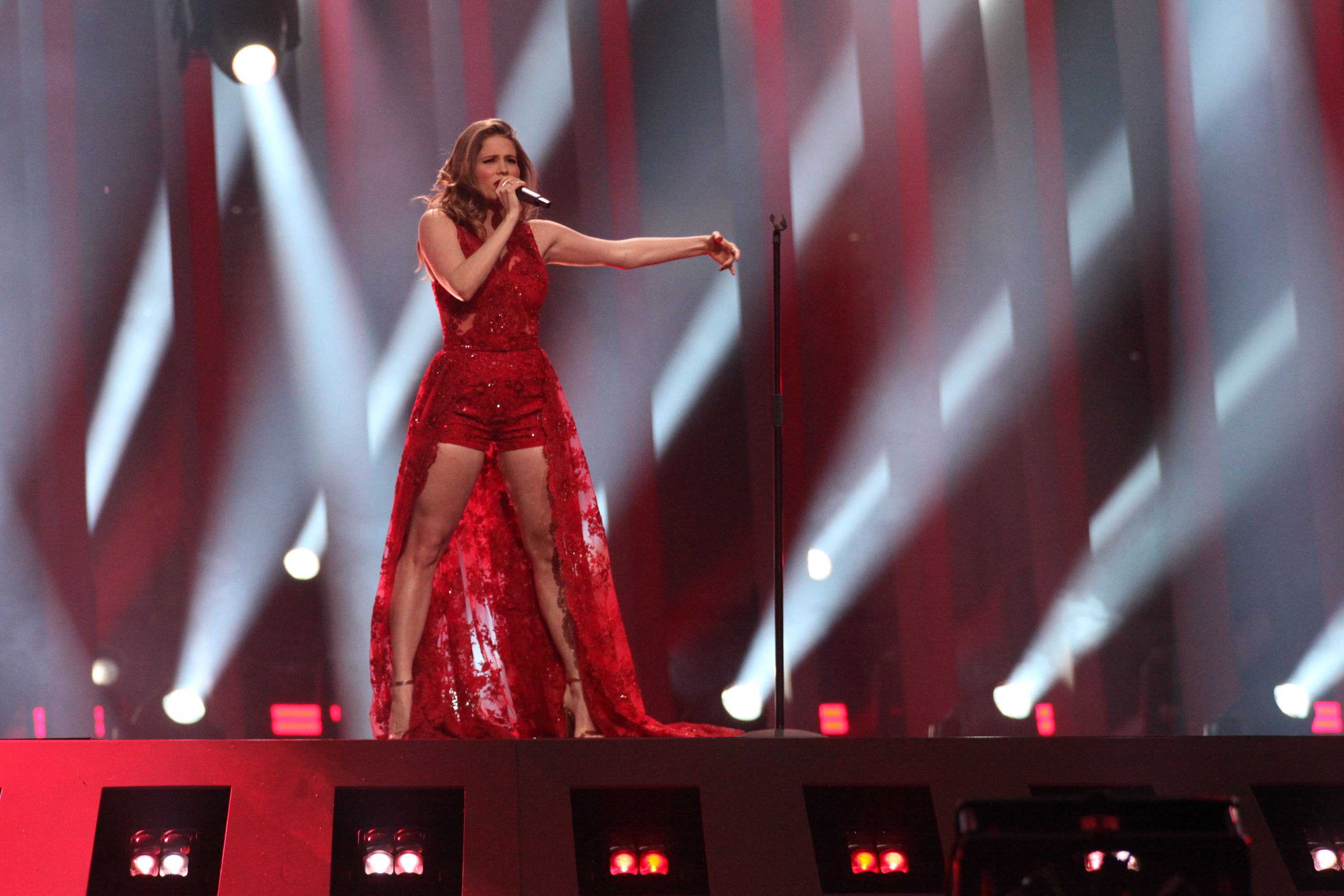
Laura Rizzotto a Lisboa (2018)